# ヘビノネゴザ
ヘビノネゴザ（Athyrium yokoscense）は、一般的な植物が枯死するような高濃度の重金属汚染が見られる土壌の上でも、耐えて生存できるシダ植物として知られる。分類学上はメシダ属に属する。

## 特徴
ヘビノネゴザは、亜鉛やカドミウムや鉛や銅などの重金属によって土壌が汚染されていても、耐えて生きる能力を有している。このため植物に毒性の出る鉱石を産出している鉱山や、その廃鉱などで、他の植物では枯死するような濃度の鉱毒に耐えて生育できる。参考までに、重金属の毒性発現機序の1つは、植物体に対して、重金属も細胞内の活性酸素を増加させる要因の1に数えられる点が挙げられる。さらに、非金属元素ながら毒性の強い元素として知られるヒ素の場合も、他の植物が枯死するような濃度のヒ素汚染にも耐えられる。だから、他の植物と比べて、ヘビノネゴザが密生している場所は、不適切に操業した鉱山の近くのような、汚染された場所の場合がある。21世紀初頭においては、未だに本当に正しいかどうかは確認できていないものの、恐らく、ヘビノネゴザに含まれているアントシアニン類が、重金属をキレートする事で封じ込めているのではないかと信じられている。なぜなら、重金属で汚染された場所で生育しているヘビノネゴザの根茎からは、高い濃度のアントシアニン類と高い濃度の重金属が、同時に検出されるからである。なお、ヘビノネゴザは、なるべく細胞内には重金属を蓄積せずに、より高い濃度で細胞壁に重金属を集める傾向が見られる。

### 形態
ヘビノネゴザの葉の形態は、同属のシダ類のそれと類似している。その植物体は普通、地面から20 cmを超える高さにまで育つ。

### 生態
ヘビノネゴザは酷い粘土地を好み、適度な高温と多湿を、特に好む。ただし、森林の中だろうが、山岳地帯だろうが、平地だろうが、湿地だろうが、積み上げられた鉱滓の上だろうが、結局は気候条件さえ適すれば生育できる。なお、ヘビノネゴザの生殖の仕方も、同属のシダ類のそれと似ている。

### 分布
日本列島、朝鮮半島、中国北東部、東シベリアが、ヘビノネゴザの原産地である。

## 利用
ヘビノネゴザは、普通は食用に供されない。さらに、薬用にも利用されておらず、もっぱら学術研究の対象にされてきた。ただ、他の植物を差し置いてヘビノネゴザが密生している場所は、ヘビノネゴザが他の植物が生きられないような重金属を含む場所でも生育できるため、そこが重金属を豊富に含んだ鉱山として利用し得る場所である事を指し示している可能性がある。

## 環境浄化への利用
ヘビノネゴザは、単に重金属に汚染された土壌の上で生き残る能力だけでなく、土壌中の重金属を上手く植物体内に蓄積する能力（重金属高集積性）も有している。この能力は、ヘビノネゴザの地下茎と根の両方が関わっている。この重金属高集積性を利用し、重金属により汚染された土壌でヘビノネゴザを育て、その後、重金属を吸収したヘビノネゴザの植物体を適切に処分することにより、汚染土壌を低コストで回復できると考えられている。このような、植物を用いた環境修復技術はファイトレメディエーションとよばれる。ヘビノネゴザによる環境浄化は、従来の手法より大幅に手間とコストを削減できるうえに、社会的に緑化の重要性が高まってきていることもあり、産業界で注目されている。

## 名称
和名は葉の間にヘビがとぐろを巻いてとどまっていることがあることに由来する。
英語ではヘビノネゴザをAsian common ladyfernと言う。なお英語の「fern」とは、シダ植物の総称である。